# Banastón
Banastón es una localidad española perteneciente al municipio de Aínsa-Sobrarbe, en el Sobrarbe, provincia de Huesca, Aragón. Antiguamente tuvo ayuntamiento propio.

## Situación
Situado a 4,2 km de Aínsa por la carretera N-260, se encuentra en la orilla izquierda del Cinca, a una altitud de 586 m. Cuenta con diez barrios o aldeas: Usana, La Iglesia, Santa Tecla, Las Cambras, El Turmo, Betato, San Ciprián, La Torreta, Villarcillo y Buchitar.

## Demografía
A 2010, cuenta con una población de 91 habitantes, (48 varones y 43 mujeres). 

## Arquitectura
Posee una magnífica arquitectura popular con muchos edificios dignos de visitar. Destacan la iglesia de San Martín del siglo XVI, la ermita de Nuestra Señora de Villarcillo, del siglo XVI, el túnel abovedado de Usana y las pequeñas ermitas de Santa Águeda, Santa Tecla y San Bartolomé.
Resultan muy curiosos de visitar los restos de la antigua iglesia medieval de San Martín, de bóveda de medio cañón, ahora ya hundida e inundada por la vegetación, que sigue dominando los alrededores desde lo alto de su cerro.

## Fiestas
Cada barrio celebra sus fiestas en honor a su patrón, en muchos caso con hogueras. Los barrios de Las Cambras, Turmo, Tozalete, San Ciprián, Betato y Santa Tecla celebran la festividad de San Bartolomé, el de La Iglesia la de San Póliz (o San Hipólito), Las Cambras celebra Candelera, Usana Santa Águeda el mismo Banastón participa en la romería de San Visorio.